# Hemicephalis laronia
Hemicephalis laronia är en fjärilsart som beskrevs av Druce 1890. Hemicephalis laronia ingår i släktet Hemicephalis och familjen nattflyn. Inga underarter finns listade i Catalogue of Life.